# Luis Castillo (beisbolista)
Luis Antonio Castillo Donato (nacido el 12 de septiembre de 1975 en San Pedro de Macorís) es un exbeisbolista dominicano que jugó en la Liga Mayor de Béisbol cómo segunda base. Castillo es un tres veces All-Star, tres veces ganador del Guante de Oro, y campeón en la Serie Mundial con los Marlins de Florida en 2003.

## Carrera

### Primeros años
El 19 de agosto de 1992, Castillo fue firmado como amateur por los Marlins de Florida. En 1994 jugó su primer año en el béisbol profedional en la Liga Costa del Golfo (Gulf Coast League), jugando para los Gulf Coast League Marlins. También estableció un récord en bases robadas para un campocorto, con 31.
En 1995, fue llamado a filas para los Kane County Cougars en la Clase-A Midwest League, y fue seleccionado para el Juego de Estrellas. Se lesionó el hombro en julio, lo que le causó perder el resto de la temporada. Ese año, lideró toda la organización de los Marlins en promedio de bateo con .326, además de quedar en segundo lugar en bases robadas.
Castillo pasó la mayor parte de la temporada 1996 en la Liga del Este, pero fue llamado a los Marlins a mitad de temporada e hizo su debut en Grandes Ligas el 8 de agosto. Su primer hit en las mayores se produjo en un partido contra los Mets de Nueva York, donde tocó e impulsó la carrera del triunfo en la 10.ª entrada. Fue nombrado al equipo All-Star de la Liga del Este y para el equipo All-Star de la postemporada.

### Florida Marlins

#### 1997-1999
Castillo comenzó a jugar a tiempo completo para los Marlins en la segunda base durante la temporada de 1997. Ambos de 21 años de edad, él y Edgar Rentería fueron la combinación segunda base-shortstop más joven dentro del infielder en la historia de la Liga Nacional. Castillo se golpeó el talón izquierdo a mitad de temporada, y se perdió todo el mes de mayo por la lesión. Fue enviado al equipo Triple-A, los Charlotte Knights el 28 de julio y no regresó a las Grandes Ligas hasta la temporada siguiente. Debido a esto, no pudo jugar para los Marlins durante la Serie Mundial de 1997.
Castillo se quedó con los Charlotte Knights hasta que fue llamado de vuelta a los Marlins el 4 de agosto de 1998. Si bien en Charlotte, tuvo una racha de 32 partidos consecutivos llegando a la base de forma segura. Con los Marlins, su mejor racha exitosa fue ocho partidos, entre el 14 y 19 de agosto. Al final de la temporada, fue tercero entre los jugadores de ligas menores de los Marlins en bases robadas, y tuvo un promedio de bateo de .203, 3 bases robadas y 10 impulsadas.
Castillo mejoró en 1999, con muchas rachas cortas de bateo. Estas rachas incluye seis partidos del 10 al 17 de mayo y los seis juegos del 1 al 7 de agosto. También tuvo una racha de bateo de 22 juegos en un tramo comprendido entre el 9 de agosto y el 3 de septiembre. Terminó cuarto en la liga en bases robadas, y fue el cuarto entre los bateadores en porcentaje de embasarse con .385. Fue nombrado el Jugador Más Valioso de los Marlins por el South Florida Chapter de la Baseball Writers Association of America.

#### 2000–02
Castillo comenzó la temporada 2000 con una racha de bateo de siete juegos del 5 al 12 de abril a pesar de que fue colocado en la lista de lesionados por un desgarro en la espalda poco después. Una semana después de regresar, Castillo estableció un récord dentro del equipo de un solo partido con cuatro bases robadas el 17 de mayo. Tuvo 3 en el próximo partido, por debajo del récord de la Liga Nacional de 8 en dos partidos, establecido por Walt Wilmot en 1894. En el 2000 también se convirtió en el líder de todos los tiempos de los Marlins en bases robadas por el robo de su base 116 de su carrera el 20 de junio durante un partido contra los Cerveceros de Milwaukee. Terminó la temporada con 62 bases robadas, liderando las Grandes Ligas.
En 2001, Castillo tuvo dos largas racas de bateo, ocho juegos del 6 al 13 de mayo y 14 juegos del 29 de junio al 22 de julio. Terminó quinto en la liga en bases robadas con 33. También tuvo un promedio de bateo de .263, 45 carreras impulsadas y 10 triples, estableciendo un récord personal.
En 2002, Castillo tuvo una racha de bateo 35 juegos, que es la más larga hecha por un segunda base (hasta que el segunda base de los Filis de Filadelfia Chase Utley empatara en 2006). Esta fue la sexta racha más larga en la historia de la Liga Nacional, y la décima más larga en la historia de las Grandes Ligas. Castillo jugó la segunda base en el Juego de Estrellas del 2002, la primera selección All-Star de su carrera. En el 2002 bateó .305 con 39 carreras impulsadas y 48 bases robadas, líder en la liga en bases robadas por segunda vez en su carrera. Fue nombrado de nuevo el Jugador Más Valioso de los Marlins por el South Florida Chapter de la Baseball Writers Association of America.

#### 2003–05
Castillo fue miembro del equipo de estrellas de la Liga Nacional en 2003, la segunda selección All-Star de su carrera. También lideró a los Marlins en bateo y ganó su primer Guante de Oro. Castillo fue una figura central en la Serie de Campeonato de la Liga Nacional de 2003 en el Juego 6 de los Marlins contra los Cachorros de Chicago en el Wrigley Field después de que una pelota de foul que él bateó fue desviada del fildeo del jardinero de los Cachorros Moisés Alou por el fanático Steve Bartman. Los Marlins ganaron ese juego, así como el Juego 7 para llegar a la Serie Mundial del 2003, en el que los Marlins derrotaron a los grandes favoritos Yankees de Nueva York. Esta fue la segunda Serie Mundial en la carrera de Castillo, pero la primera en la que realmente jugó.
En 2004, Castillo tuvo un promedio de bateo de .291 con 47 carreras impulsadas. También tuvo dos jonrones y 7 triples. Ocupó el segundo lugar sólo después de su compañero de equipo Juan Pierre con un porcentaje de embasarse de .373 y estableció un récord en los Marlins con su 425 carrera anotada para pasarle por delante a la marca anterior de Gary Sheffield de 424. Castillo ganó su segundo Guante de Oro y registró el segundo mejor porcentaje de fildeo de la Liga Nacional para un segunda base (.991), detrás de Plácido Polanco de Filadelfia.
En su última temporada con los Marlins, Castillo ganó su tercer Guante de Oro consecutivo. Encabezó las Grandes Ligas en bateo contra lanzadores zurdos con un promedio de .423. Castillo fue también miembro del equipo de estrellas de 2005 de la Liga Nacional, y se sustituyó a Jeff Kent de los Dodgers de Los Ángeles en la segunda base en la segunda entrada. Fue traspasado a los Mellizos de Minnesota el 2 de diciembre de 2005, a cambio de dos jugadores de ligas menores, Scott Tyler y Travis Bowyer. Los Marlins sustituyeron a Castillo en la segunda base por Dan Uggla.

### Minnesota Twins

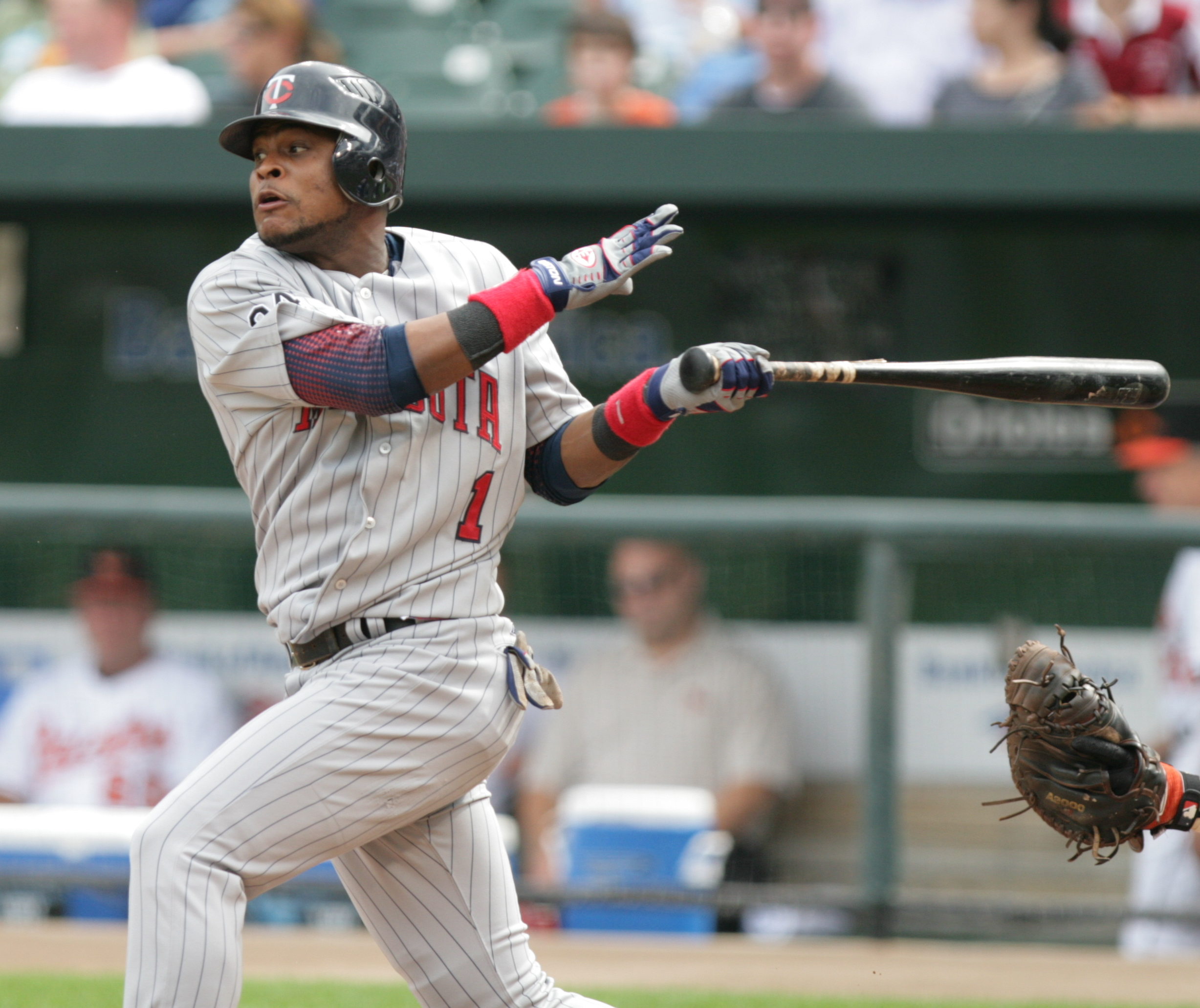
Castillo bateando para los Minnesota Twins en 2006

En 2006, Castillo comenzó su única temporada completa jugando para los Mellizos de Minnesota. Tuvo un primer mes impresionante, bateando .432 con 19 hits. Durante ese lapso, Castillo remolcó carreras en cinco juegos consecutivos desde del 13 al 19 de abril. Castillo tuvo tres juegos de cuatro hits para los Mellizos en esta temporada, el 15 de abril, 5 de agosto y 9 de agosto. Tuvo una racha de bateo de seis partidos del 6 al 13 de mayo y registró base robada número 300 de su carrera mientras se enfrentaba a los Medias Blancas de Chicago el 26 de agosto.
En la temporada 2007, Castillo estableció un nuevo récord de Grandes Ligas, pasando 143 partidos en la segunda base sin un error. También registró su hit número 1,500 de su carrera el 29 de mayo mientras se enfrentaba a los Medias Blancas de Chicago. Castillo fue traspasado por los Mellizos a los Mets de Nueva York el 30 de julio de 2007, por dos jugadores de ligas menores, el receptor Drew Butera y el jardinero Dustin Martin. Terminó la temporada con un promedio de bateo de .301 con un jonrón, 38 remolcadas y 19 bases robadas. El 18 de noviembre los Mets lo volvieron a firmar con un contrato de 4 años y un valor de unos $25 millones de dólares.

### New York Mets

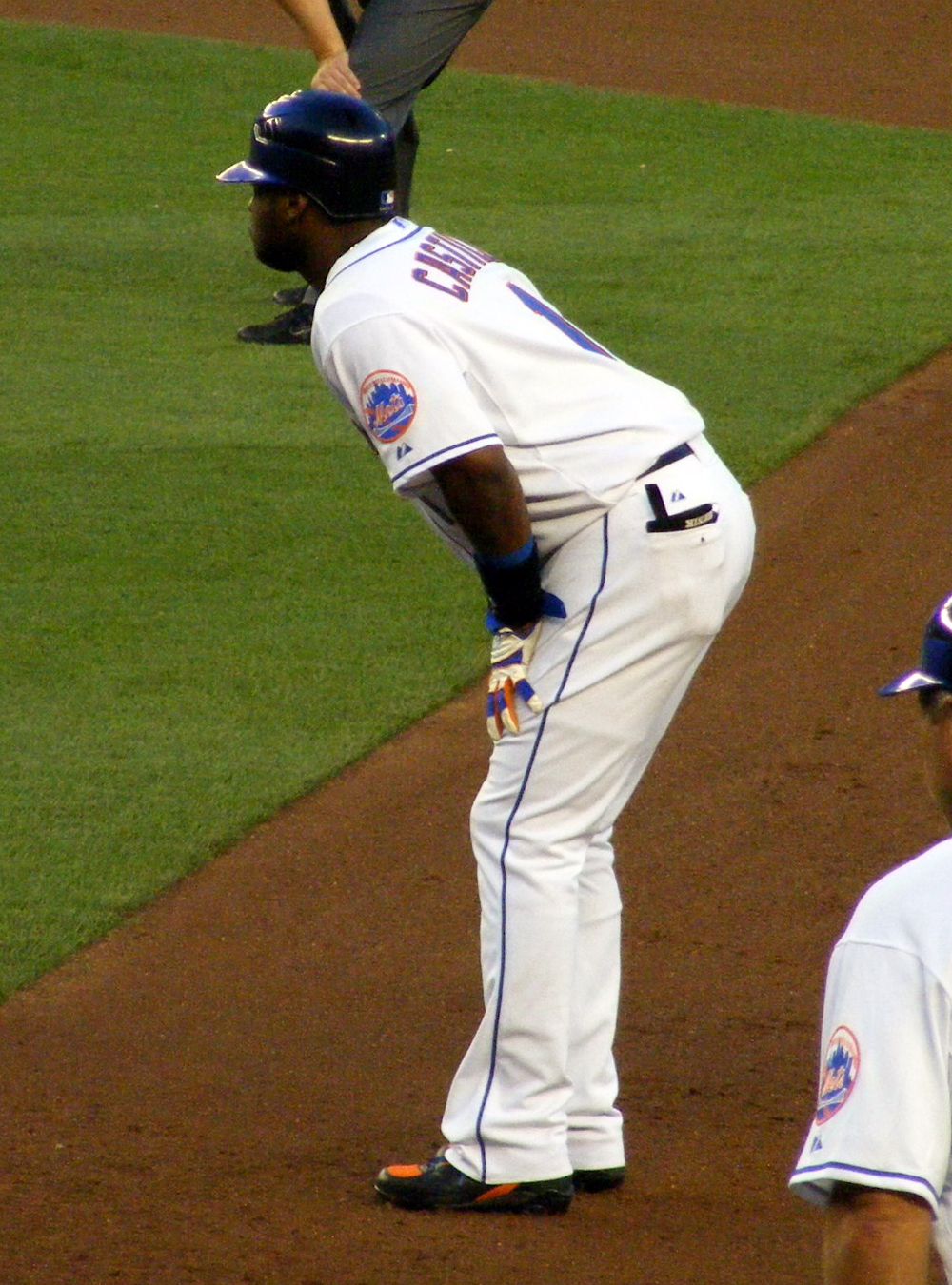
Castillo tomando ventaja en la primera base mientras juega para los Mets en 2008.

Castillo tuvo un buen final para la temporada 2007 después de ser cambiado. Alcanzó las bases 40 veces de sus últimos 46 juegos y anotó 34 carreras en sus últimos 42 juegos. En 50 juegos con los Mets, Castillo bateó .296 con 20 carreras impulsadas y 10 bases robadas.
En 2008, un año plagado de lesiones y varias tandas en la banca, Castillo bateó .245 en 87 juegos, pero se las arregló para robar 17 bases en 19 intentos.
En el spring training de 2009, Castillo lideró todos los jugadores de las mayores en bases por bolas, con 17 de 56 turnos oficiales al bate. El 16 de marzo de 2009, a Castillo se le presentó la oportunidad de batear sólo con la mano derecha en vez de ser un bateador ambidiestro. Aunque halagado por la oferta, se negó, y siguió siendo un bateador ambidiestro en el resto de su carrera. Aunque los Mets no brilalron tanto como equipo, Castillo tuvo un año relativamente bueno en el '09, bateando para .302 con 77 carreras anotadas y un porcentaje de embasarse de .387. El 12 de junio, Castillo cometió un error de dos carreras en el Yankee Stadium, lo que le valió una de la infamia en la rivalidad entre los Mets y los Yankees. 
El 4 de junio de 2010, los Mets de enviaron a Castillo a la lista de lesionados por problemas en los pies. Fue reemplazado por Rubén Tejada, quien jugó en la segunda base en la victoria de los Mets 5-4 ante los Marlins de la Florida en el Citi Field. Fue criticado junto con Carlos Beltrán y el mexicano Oliver Pérez por no ir al hospital donde había soldados a los que le habían amputado los brazos y las piernas, él afirmó que no quería estar horrorizado por la experiencia. Castillo comentó que no estaba contento con su tiempo de juego y "tiene que resolverlo en esta temporada baja". Durante el spring training de 2010, fue abucheado por los fanáticos locales en el Digital Domain Park, donde los Mets juegan sus partidos en la pretemporada. Fue liberado del roster de spring training de los Mets el 18 de marzo de 2011.

### Philadelphia Phillies
El 21 de marzo de 2011, Castillo firmó un contrato de ligas menores con los Filis de Filadelfia. El 22 de marzo, se reportó al campo de entrenamiento de los Filis. Fue liberado poco después, el 30 de marzo de 2011.

## Vida personal
Castillo se graduó en la promioción de 1991 del Colegio San Benito Abad en la República Dominicana. Está casado y tiene dos hijos - Luis Jr., nacido el 12 de octubre de 2001, y Adonai, nacido el 30 de julio de 2009.
En su tiempo libre, a Castillo le gusta jugar dominó y billar. Vive Actualmente En Miami Junto A Su Esposa E Hijos